# London's Burning
London's Burning è un brano musicale della band punk rock dei Clash. Appare per la prima volta nella versione inglese dell'album di debutto della band, The Clash.

## Il brano
Il testo, nonostante il titolo possa far pensare sia al terribile incendio della capitale inglese nel 1666 sia ai bombardamenti nazisti durante la Seconda Guerra Mondiale, si focalizza sul problema del traffico inglese, per il quale molti automobilisti erano costretti a restare in macchina fino a tarda sera, annoiandosi per ore lontano da casa. Questo "messaggio" è stato espresso nei seguenti versi: «I'm up and down the Westway, in an'out the lights / What a great traffic system... it's so bright / I can't think of a better way to spend the night / Then speeding around underneath the / Yellow lights» (trad.: «Vado su e giù per la tangenziale, alla luce ed all'ombra dei lampioni / Che gran rete stradale... così luminosa / Non mi viene in mente un modo migliore per passare la notte / Che viaggiare a tutta velocità sotto le luci gialle».
La canzone è stata inserita in: The Clash (1977/1979), The Story of the Clash, Volume 1 (1988), Clash on Broadway (1991), Singles Box (2006), The Essential Clash (2003) e From Here to Eternity: Live (1999).

## Formazione
- Joe Strummer — voce, chitarra ritmica
- Mick Jones — chitarra solista, cori
- Paul Simonon — basso
- Terry Chimes — batteria